# Campeonato Mundial de Halterofilismo de 1920
O 20º Campeonato Mundial de Halterofilismo foi realizado em Viena, na Áustria entre 4 a 8 de setembro de 1920. Participaram 74 halterofilistas de 4 nacionalidades filiadas à Federação Internacional de Halterofilismo. 

## Medalhistas
| Evento                | Ouro                         | Prata                        | Bronze                         |
| --------------------- | ---------------------------- | ---------------------------- | ------------------------------ |
| Pena (60 kg)          | Eugen Wiedmann · Alemanha    | Andreas Jaquemont · Alemanha | Gustav Kubu · Áustria          |
| Leve (67,5 kg)        | Philipp List · Alemanha      | Josef Zimmermann · Alemanha  | Karl Palkowitz · Áustria       |
| Médio (75 kg)         | Karl Stritesky · Áustria     | Ulrich Blaser · Suíça        | Josef Kammerer · Áustria       |
| Meio-pesado (82,5 kg) | Josef Straßberger · Alemanha | Franz Zuba · Áustria         | Leopold Hennermüller · Áustria |
| Pesado (+ 82,5 kg)    | Karl Mörke · Alemanha        | Franz Aigner · Áustria       | Heinrich Alscher · Áustria     |

## Quadro de medalhas
| Ordem | País     | Medalha de ouro | Medalha de prata | Medalha de bronze | Total |
| ----- | -------- | --------------- | ---------------- | ----------------- | ----- |
| 1     | Alemanha | 4               | 2                | 0                 | 6     |
| 2     | Áustria  | 1               | 2                | 5                 | 8     |
| 3     | Suíça    | 0               | 1                | 0                 | 1     |
| Total | Total    | 5               | 5                | 5                 | 15    |